# Punkreas Live
Punkreas Live è il primo album live del gruppo punk italiano Punkreas, pubblicato il 26 maggio 2006 da Discopiù e registrato durante il tour invernale del 2005 in Italia. Ne è stata pubblicata anche una versione in DVD su Universal.

## Tracce
1. Voglio armarmi – 3:04
2. Bastardi – 3:40
3. Elettrosmog – 3:10
4. Sotto esame – 4:50
5. Tutti in pista – 3:19
6. Vulcani – 3:40
7. Sosta – 3:09
8. La canzone del bosco – 2:59
9. L'uomo con le branchie – 3:42
10. Aca Toro – 4:24
11. Canapa – 3:53
12. American Dream – 4:26
13. Satanasso – 3:44
14. Ultima notte – 5:07
15. WTO – 3:50
16. Il vicino – 3:53
17. Occhi puntati – 3:53

## Formazione
- Cippa – voce
- Noyse – chitarra
- Flaco – chitarra
- Paletta – basso e cori
- Gagno – batteria